# Позитивистички календар
Позитивистички календар је предлог за реформу календара француског научника Огиста Конта из 1849, а на основу ранијег дела Марка Мастрофинија.
Конт је предложио соларни календар са 13 месеци од по 28 дана и додатним даном празника/благдана посвећеном сећању на мртве, што је укупно 365 дана. Овај додатни дан је придружен последњем месецу и налазио се ван седмичног циклуса, тако да је први дан месеца (и године) увек био понедељак. На преступну годину би се уз овај меморијални дан мртвих налазио још један фестивалски дан, посвећен светим женама и који би такође био ван седмичног циклуса. Година је почињала 1. јануара, а и правило за одређивање преступних година је било исто као у грегоријанском календару. Година 1. ("Велике Кризе") по овом календару би одговарала 1789. по грегоријанском систему.
Месеци су именовани по великим личностима западноевропске историје из области науке, религије, филозофије, индустрије и књижевности, по хронолошком поретку. Именован је и сваки дан у години и то не по католичким свецима, као у грегоријанском календару, нити по пољопривреди Ile-de-France-a (париског региона), као у француском револуционарном календару, већ по неким нижим фигурама из повести разних области људске активности.
|    | Називи позитивистичких месеци | Чему су посвећени       |
| 1  | Мојсије                       | (Почетна теократија)    |
| 2  | Хомер                         | (Античка поезија)       |
| 3  | Аристотел                     | (Античка филозофија)    |
| 4  | Архимед                       | (Античка наука/знаност) |
| 5  | Јулије Цезар                  | (Војничка цивилизација) |
| 6  | Свети Павле                   | (Хришћанство)           |
| 7  | Карло Велики                  | (Феудална цивилизација) |
| 8  | Данте Алигијери               | (Модерна епска поезија) |
| 9  | Јохан Гутенберг               | (Модерна индустрија)    |
| 10 | Вилијем Шекспир               | (Модерна драма)         |
| 11 | Рене Декарт                   | (Модерна филозофија)    |
| 12 | Фридрих II Велики             | (Модерна политика)      |
| 13 | Мари Биша                     | (Модерна наука/знаност) |

Тако напредовање године изгледа као повест људског рода и начина на који он размишља о свету око себе.
Конт је 1849. писао да је свој календар назвао „прекидом континуитета“ са старим начином размишљања, а део тог прекида, или раскида, био је и овај хуманистички календар. Он га је назвао "привременом институцијом, предодређеном да садашњем изузетном столећу послужи као увод у апстрактно обожавање Човечанства"
Попут већине других Контових планова, позитивистички календар никада није био у широкој употреби. Данкан Стил, писац књиге Маркинг Тиме, верује да је, осим религијских референци које је календар носио, сама новина назива месеци била довољна да календар не буде широко прихваћен.
"Главни разлог због којег његов предлог [за реформу календара] није нашао повољног пријема код већег броја људи је изгледа то што је он инсистирао да месеце назове по разним чувеним људима из историјских и модерних времена.... Мора се признати да би изгледало чудно наводити датум као трећи дан Хомера, а месец назван по барду [Шекспиру] и помињање Шекспирове 'Дванаесте Ноћи' би било двосмислено. "
Списатељица Триша Лутенс пише да се идеја да се дани назову по књижевним личностима, као да су то католички благдани, није примила ван позитивистичког покрета.
"Ван позитивистичких кругова, канонизација књижевних секуларних светаца је скоро увек била помало обојена иронијом или носталгијом, а позитивистички кругови никада нису били масовни.
Календар је послужио као инспирација за Међународни фиксни календар